# Wagon Mound (Novo México)
Wagon Mound é uma vila localizada no estado americano de Novo México, no Condado de Mora.

## Demografia
Segundo o censo americano de 2000, a sua população era de 369 habitantes.
Em 2006, foi estimada uma população de 353, um decréscimo de 16 (-4.3%).

## Geografia
De acordo com o United States Census Bureau tem uma área de 2,6 km², dos quais 2,6 km² cobertos por terra e 0,0 km² cobertos por água. Wagon Mound localiza-se a aproximadamente 1911 m acima do nível do mar.

## Localidades na vizinhança
O diagrama seguinte representa as localidades num raio de 64 km ao redor de Wagon Mound.